# Samurai8
Samurai8 (Tagline: The Tale of Hachimaru; jap. サムライ8 八丸伝, Samurai8 Hachimaruden) ist eine Mangaserie von Autor Masashi Kishimoto und Zeichner Akira Ōkubo. Sie erschien von 2019 bis 2020 in Japan und ist in die Genres Shōnen, Science-Fiction und Abenteuer einzuordnen.

## Inhalt
Seinen Traum, ein Samurai zu werden, kann der Junge Hachimaru so schwer erreichen wie kaum ein anderer. Er ist von Geburt an sehr schwach und an eine Maschine gebunden, die sein Vater für ihn konstruiert hat. Der forscht weiter, um seinem Sohn eines Tages eine Maschine zu bauen, mit der er aus dem Haus kann und sogar ein Samurai werden. Doch darauf wartet Hachimaru schon lange, während er seine Zeit im Internet mit einem Online-Samurai-Spiel verbringt und mit seinem mechanischen Hund Hayataro. Dieser bringt eines Tages einen Daruma ins Haus, dem Hachimaru das Auge ausmalt. Der Daruma erwacht zum Leben und verkündet dem Jungen, dass er über das Spiel auserwählt worden sei, ein echter Samurai zu werden. In diesem Moment werden sie von einem Rōnin überfallen, der Hachimarus Vater als Geisel nimmt und das Samuraischwert „Dojikiri Takatsuna“ fordert. Um die Klinge hervorzubringen und seinen Vater zu retten, muss Hachimaru sich selbst umbringen. Aus seinem Körper erscheint das Schwert und zur Überraschung aller wird Hachimaru durch das Schwert wiedergeboren. Er erhält einen neuen Körper, mit dem er Samurai werden kann. So kann er endlich mit Hayataro auf Reisen gehen und das Leben als Samurai kennenlernen.

## Veröffentlichung
Der Manga erschien von Mai 2019 bis März 2020 im Magazin Shūkan Shōnen Jump. Dessen Verlag Shūeisha brachte die Kapitel auch gesammelt in fünf Bänden heraus, wobei sich die Veröffentlichung des fünften Bandes wegen der COVID-19-Pandemie verzögerte.
Eine deutsche Übersetzung von Miyuki Tsuji erschien von März 2020 bis Februar 2021 bei Carlsen Manga. Im März 2024 veröffentlichte der Verlag alle fünf Bände gebündelt in einem Komplettpack. Planet Manga bringt die Serie auf Italienisch heraus, Planeta DeAgostini auf Spanisch und bei Planeta DeAgostini Comics erscheint eine englische Fassung. International erschien die Serie zeitnah zur japanischen Magazin-Veröffentlichung auf der Plattform Manga Plus.
| Band | Japan            | Japan                  | Deutschland      | Deutschland            |
| Band | Veröffentlichung | ISBN                   | Veröffentlichung | ISBN                   |
| ---- | ---------------- | ---------------------- | ---------------- | ---------------------- |
| 1    | 4. Okt. 2019     | ISBN 978-4-08-882022-4 | 12. März 2020    | ISBN 978-3-551-75274-1 |
| 2    | 4. Okt. 2019     | ISBN 978-4-08-882082-8 | 28. Apr. 2020    | ISBN 978-3-551-75275-8 |
| 3    | 4. Jan. 2020     | ISBN 978-4-08-882175-7 | 28. Juli 2020    | ISBN 978-3-551-75276-5 |
| 4    | 4. März 2020     | ISBN 978-4-08-882227-3 | 27. Okt. 2020    | ISBN 978-3-551-75277-2 |
| 5    | 13. Mai 2020     | ISBN 978-4-08-882281-5 | 1. Feb. 2021     | ISBN 978-3-551-75278-9 |